# Tu che sei parte di me
Tu che sei parte di me è un brano musicale del cantante italiano Pacifico, estratto come singolo dall'album Dentro ogni casa pubblicato nel 2008.

## Il brano
Il brano Tu che sei parte di me è stato scritto da Pacifico. Nella parte finale del brano figura la partecipazione della cantante Gianna Nannini. La canzone è entrata in rotazione radiofonica ed è stata resa disponibile per il download digitale a partire dal 28 novembre 2008.
Pacifico e Gianna Nannini avevano già precedentemente collaborato per la stesura del celebre brano Sei nell'anima, registrato dalla Nannini per l'album Grazie del 2006.

## Il successo
Il singolo ha ricevuto una buona accoglienza dal mercato. Dopo una massiccia programmazione radiofonica, Tu che sei parte di me ha debuttato nella top 20 dei brani più scaricati in Italia alla posizione numero quattordici, per poi salire le settimane seguenti sino alla posizione numero sette.

## Il video
Il video musicale prodotto per Tu che sei parte di me ruota principalmente intorno a Pacifico, che registra il brano in uno studio di incisione, mentre in dissolvenza sono mostrate delle vedute cittadine, riprese dall'interno di una automobile in movimento. Gianna Nannini non compare affatto nel brano, e durante il pezzo cantato da lei, i suoi versi compaiono scritti a video.

## Tracce
Download digitale
1. Tu che sei parte di me - (Pacifico) - 3:23

## Andamento nella classifica italiana
| Settimane | 01 | 02 | 03 | 04 | 05 | 06 | 07 | 08 | 09 | 10 | 11 |
| --------- | -- | -- | -- | -- | -- | -- | -- | -- | -- | -- | -- |
| Posizione | 14 | 8  | 8  | 7  | 11 | -  | -  | -  | 13 | 15 | -  |